# Одред извиђача Бајина Башта
Одред извиђача Бајина Башта је члан Савеза извиђача Србије као непрофитна, неполитичка и невладина организација у Општини Бајина Башта. Под данашњим називом, постоји од априла месеца 2001. године, као наследник одреда „Херој Крцун”, основаног 1962. године.

## Историјат Одреда
Интересовање за неки вид организовања омладине у Бајиној Башти, појавио се крајем педесетих година 20. века, после слета планинара на Тари. Тако да се у лето 1962. године организује прво дружење у природи, у изнајмљеним и приватним шаторима бораве на Тари (Јаревац). После оснивања прве акције које организују су локалног значаја са циљем да укључе што више младих у новосновану организацију. Са организовањем чета у основним и средњим школама, у месним заједницама, број чланова се увећавао. Извиђачи поред активности у Одреду учествују и на Савезним радним акцијама као и на локалним акцијама (пошумљавање, уређење корита реке, изградња спортских терена...) 
Најзначајнија акција коју су организовали Бајинобаштански извиђачи, од свог оснивања до краја деведесетих је „Поход на Кадињачу”, када је 1977. године, било 1500 учесника из свих крајева тадашње Југославије. Одред се братимио са Одредима извиђача „Стеван Синђелић” из Ниша, „Борис Кидрич“ из Београда и „Дубровник” из Дубровника.
Годинама Одред извиђача „Херој Крцун” организовао је летње таборовање на Тари (у Јаревцу, Рачунићима), где су долазили многи одреди и дивили се лепоти планине Таре. Одред извиђача „Херој Крцун” активно је радио до краја 90-тих када је из познатих разлога престао са активним радом.

## Реактивирање рада
Крајем 2000. године група старих извиђача, покрећу иницијативу за покретање извиђачке организације у граду. После пар месеци припремних активности, одржана је Скупштина априла месеца 2001. године где је изабрано руководство које има жељу и вољу да покрене извиђачку организацију. Одред мења назив у Одред извиђача „Бајина Башта”. Већ у јулу, за дан Општине, одржава се табор где се деца и родитељи упознају са животом и радом извиђача, организују се таборовања, зимовања и бивкови. Наши извиђачи учествују на многим акцијама, док многи одреди своје летње активности спроводе на Тари, где су таборовали одреди из Војводине, Београда као и Скаути из Вероне (Италија).
Учествују, уз подршку Општине, на многим акцијама еколошког карактера, у очувању природе, а у свој рад укључили су и децу избеглице из колективног центра Перућац и помогли реактивирање извиђача у Пријепољу, где је основан Одред извиђача.

## Извиђачки центар Заовине
Извиђачки центар се налази у Заовини, на планини Тари, на 1.050 м.н.в. и заузима простор од 160m² са капацитетом од 40 лежајева у двокреветним, трокреветним и вишекреветним собама. У приземљу објекта се налази велики ходник, кухиња, две двокреветне собе, три четворокреветне собе, два купатила са два туша. На спрату се налази велика трпезарија са чајном кухињом, једна двокреветна, четири четворокреветне собе, два купатила са два туша.
Центар организује пешачке туре, извиђачке кампове и викенд дружења, а Заовинско језеро пружа низ допунских активности.